# Chré
Chré er en dansk børnefilm fra 2018 instrueret af Jakob Bo Veibel Jensen.

## Handling
Chrè er musiker, der med sin aggressive facon er i konstant clinch med sine bandmedlemmer. Omend denne voldsomme adfærd fascinerer både presse og fans, mener Chrè selv, at den skyldes et forlist forhold med pigen Emily. På en bandtour må han dog erkende, at årsagen i virkeligheden er en helt anden.

## Medvirkende
- Jacob Skyggebjerg, Chrè
- Shelly Levy, Emily
- Nikolaj Bæk, Elo
- Adam Ild Rohweder, Theo